# Chrysopilus marmoratus
Chrysopilus marmoratus är en tvåvingeart som beskrevs av Enrico Adelelmo Brunetti 1909. Chrysopilus marmoratus ingår i släktet Chrysopilus och familjen snäppflugor. Inga underarter finns listade i Catalogue of Life.